# Logopolis
Logopolis es el séptimo y último serial de la 18.ª temporada de la serie británica de ciencia ficción Doctor Who, emitido originalmente en cuatro episodios semanales del 28 de febrero al 21 de marzo de 1981. Marca muchos cambios en la serie. Fue la última historia de Tom Baker como el Cuarto Doctor y el debut de Peter Davison como el Quinto Doctor, la primera aparición de Janet Fielding como la nueva acompañante Tegan Jovanka y la unión definitiva de Nyssa (Sarah Sutton) como acompañante tras aparecer en el serial anterior.

## Argumento
Avisados de peligro por la TARDIS, el Cuarto Doctor decide concentrarse en arreglar el circuito camaleónico de la TARDIS tomando las medidas de una cabina de policía auténtica en la Tierra para entregárselas a los matemáticos del planeta Logopolis. No sabe que El Amo sabe de sus planes y materializa su propia TARDIS en un bucle autorecursivo con la del Doctor. Mientras, Tegan, una recién licenciada azafata de vuelo, se dirige hacia el aeropuerto para su primer viaje acompañada de su tía Vanessa. Cuando pinchan en mitad de la carretera, viendo la TARDIS y confundiéndola con una cabina de policía entra a pedir ayuda, perdiéndose en los pasillos de la TARDIS. Cuando tarda, la tía Vanessa se acerca a la cabina y de ella sale el Amo dispuesto a asesinarla...

### Continuidad
Esta historia continúa un arco argumental de tres seriales con el Amo, el primero The Keeper of Traken (1981), y el último Castrovalva (1982). Aunque el Amo no aparece en persona hasta la tercera parte, se puede escuchar su risa en los dos primeros episodios, y Anthony Ainley es consecuentemente acreditado. También continua el arco argumental de la temporada acerca de la entropía, y concluye los cabos sueltos de la Trilogía del E-Espacio. Varios temas de esta historia, como el de la recursión, continuarán en Castrovalva (1982). El Doctor y Adric miran la habitación ahora vacía de Romana y hablan de su reciente partida en Warriors' Gate. Al final, el Doctor borrará la habitación para escapar de la atracción de la TARDIS del Amo.
Antes de su caída desde el faro, los enemigos que se burlan de él son el Amo (en The Deadly Assassin), un Dalek (en Destiny of the Daleks), el capitán pirata (en The Pirate Planet), el Cyberlíder (en Revenge of the Cybermen), Davros (en Genesis of the Daleks), un Sontaran (en The Invasion of Time), un Zygon (en Terror of the Zygons) y el Guardián Negro (en The Armageddon Factor). Tras caer, mientras el Doctor está tirado en el suelo, ve imágenes de casi todos los acompañantes que le han acompañado como Cuarto Doctor: Sarah Jane Smith (en Terror of the Zygons), Harry Sullivan (en The Sontaran Experiment), el Brigadier Lethbridge-Stewart (en Invasion of the Dinosaurs, una historia del Tercer Doctor), Leela (en The Robots of Death), K-9 (en The Armageddon Factor), Romana I (en The Stones of Blood) y Romana II (en Full Circle).
Como Lawrence Miles y Tat Wood señalan en About Time 5, este serial tiene sin discusión el mayor número de muertes en una sola historia de todo Doctor Who, aunque muchas ocurran fuera de cámara, ya que la destrucción de Logopolis aparentemente provoca que una gran porción del universo sea tragada por una ola de entropía. Como mínimo, la Unión Traken es destruida, implicando la muerte de miles de millones y convirtiendo al Amo en un asesino en masa sin precedentes, aunque haya sido por accidente.
El Amo sugiere que los Señores del Tiempo no aprobarán su alianza con el Doctor y cortarán todos los lazos con él, pero esto no se menciona en ninguno de sus tratos posteriores entre ellos y el Doctor. El DVD sugiere que esto fue un intento de Christopher Bidmead de quitar de la serie a los Señores del Tiempo (y el trasfondo argumental cada vez más complejo), pero nunca se llevó a cabo en las etapas posteriores.

## Producción
| Episodio          | Fecha de emisión      | Duración | Espectadores en millones | Estado en el archivo  |
| ----------------- | --------------------- | -------- | ------------------------ | --------------------- |
| Episodio 1        | 28 de febrero de 1981 | 24:32    | 7,1                      | Cinta original en PAL |
| Episodio 2        | 7 de marzo de 1981    | 24:03    | 7,7                      | Cinta original en PAL |
| Episodio 3        | 14 de marzo de 1981   | 24:32    | 5,8                      | Cinta original en PAL |
| Episodio 4        | 21 de marzo de 1981   | 25:10    | 6,1                      | Cinta original en PAL |
| [ 2 ] [ 3 ] [ 4 ] |                       |          |                          |                       |

En los títulos de cierre se quitó la cara de Tom Baker en el cuarto episodio, aunque la cara de Peter Davison no aparecerá hasta el siguiente serial. Fue la última vez hasta 24 años más tarde que el Doctor apareció en los créditos como "Doctor Who" (siendo así la única historia en la que Peter Davison apareció acreditado así). Desde la siguiente historia, y hasta la cancelación de la serie en 1989, el personaje aparecía acreditado simplemente como "El Doctor". Volvería a recuperarse la acreditación "Doctor Who" en la temporada 2005 con Christopher Eccleston, pero David Tennant pidió que a partir de su entrada en la serie volvieran a acreditarle como "El Doctor" y así se hizo en adelante. Esta fue la primera vez que en un episodio de regeneración los dos Doctores aparecieron acreditados en pantalla, algo que también se hizo en The Caves of Androzani. En ambas ocasiones, Peter Davison fue acreditado en segundo lugar.
Según Christopher Bidmead, los logopolitanos emplean el sistema numérico hexadecimal que se usa en la realidad en informática. Cuando Adric y el Monitor leen las cadenas de números y letras, las letras representan los números del 10 al 15 expresados en un solo dígito.
La intención era que la cabina de policía alrededor de la que el Doctor materializa la TARDIS en la primera parte fuera una auténtica en el paso de Barnett, que en esa época era una de las últimas cabinas de policía que se mantenían en su lugar, aunque había dejado de funcionar en los setenta. Pero la quitaron en 1981 antes del rodaje de la historia.

## Publicaciones comerciales
La historia se publicó en VHS en marzo de 1992. En enero de 2007 se publicó en DVD dentro de una compilación titulada New Beginnings, junto con The Keeper of Traken y Castrovalva. Logopolis también se publicó en número 46 de Doctor Who DVD Files el 6 de octubre de 2010.